# Yonkoma

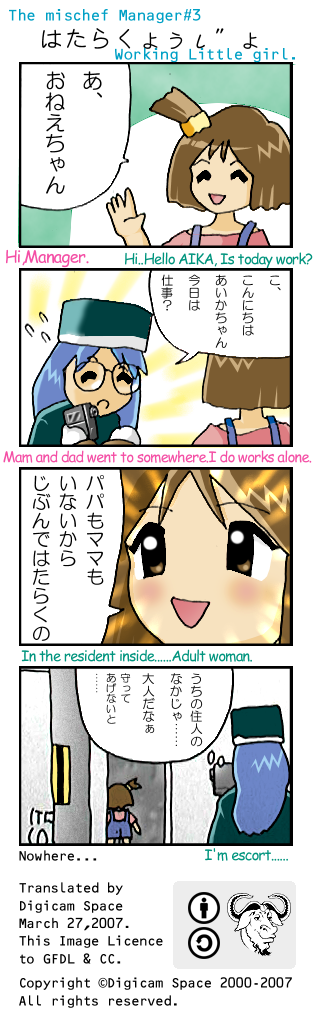
Yonkoma

Yonkoma (Japans: 四コマ漫画, yonkoma manga, te vertalen als “vier plaatjes-manga”) is een manga-formaat, welke doorgaans wordt gebruikt voor gags. Deze manga’s tellen vier afbeeldingen van gelijke omvang, geordend van boven naar onder. Hoewel de term yonkoma afkomstig is uit Japan, bestaat de stijl die ermee wordt aangeduid ook buiten Japan.
Manga’s getekend in deze stijl verschijnen in vrijwel elke vorm van publicatiemedia in Japan, waaronder tijdschriften, graphic novels, de strippagina’s in kranten enz. De plot van de manga beperkt zich meestal tot de vier plaatjes, maar er bestaan ook series waarin meerdere strips een lang verhaal vormen.
Kitazawa Rakuten tekende de eerste yonkoma in 1902. De titel was Jiji Manga. Vermoedellijk vond Kitazawa er inspiratie voor bij het werk van Frank Arthur Nankivell en Frederick Burr Opper.

## Structuur
De traditionele yonkoma volgt een vaststaande structuur genaamd Kishotenketsu. Dit woord is een samenstelling van de volgende kanji:
- Ki (起): het eerste paneel is de basis van het verhaal. Het introduceert de scène.
- Shō (承): het tweede paneel bouwt verder op de basis van het vorige paneel.
- Ten (転): het derde paneel is de climax van het verhaal, waarin een onverwacht iets gebeurt.
- Ketsu (結): het vierde paneel is de conclusie van het verhaal. Het toont de resultaten van het derde paneel.[1]

## Voorbeelden
Enkele bekende manga die in deze stijl worden getekend zijn:
- Sazae-san
- Nono-chan
- Baito-kun
- Azumanga Daioh
- Lucky Star
- K-On!